# Ancylis tineana
Ancylis tineana là một loài bướm đêm thuộc họ Tortricidae. Nó được tìm thấy ở 
southern Thụy Điển to Tiểu Á và from the Trans-Caucasus to Siberia và phần phía nam của miền đông Nga. Nó cũng có mặt ở Bắc Mỹ.
Sải cánh dài 11–15 mm. Ở châu Âu, there are two generations per year, con trưởng thành bay từ tháng 4 đến tháng 5 và từ tháng 7 đến tháng 8.
Ấu trùng ăn Malus, Pyrus, Crataegus, Prunus spinosa, Prunus domestica, Betula và Populus tremula. Larvae can occasionally become a pest in orchards.